# Villa Aureggi
La villa Aureggi est une villa éclectique située au bord du lac de Côme dans la commune de Tremezzina en Lombardie.

## Histoire
La villa est construite en 1886 sur commande de Bernardo Aureggi, alors maire de la commune de Lenno, et est restée la propriété de ses descendants jusqu'en 2022,.

## Description
La villa est située le long du lac avec vue sur le golfe de Vénus, dans l'hameau de Villa à Lenno, et est entourée d'un vaste jardin privé agrémenté d'essences ornementales, dont un grand magnolia, une rare plante d'osmanthe et des haies de lauriers.
La façade donnant sur le lac, caractérisée par une symétrie formelle et marquée par des lésènes d'angle et des éléments en bossage rustique au rez-de-chaussée, est composée d'un corps central saillant, développé sur trois étages et surmonté d'un fronton curviligne, ainsi que de deux corps latéraux plus bas. Les ouvertures sont disposées selon un rythme régulier et sont ornées de cadres géométriques. Les deux ouvertures centrales du premier étage comportent un balcon avec une balustrade en fer forgé.
À l'arrière de la propriété, il y a deux autres corps de bâtiment plus bas, autrefois utilisés comme locaux de service. L'un d'entre eux était autrefois relié à la Torre di Villa, remplissant ainsi une fonction militaire.